# Reggenza di Belitung Orientale
La reggenza di Belitung Orientale o reggenza di Belitung Timur, è una reggenza (in indonesiano: kabupaten) dell'Indonesia, situata nella provincia di Bangka-Belitung.
Il capoluogo della reggenza è Manggar.